# 全南日報
《全南日報》（韓語：전남일보）韩国全羅南道地方性报纸。本社在光州特別市。

## 历史
1989年1月7日全南日報創刊，同年8月报社搬迁新建大楼。原本是晚报。 2001年2月1日开始变成晨报。
总发行版数地方版116版。 地域差別販卖比率全羅道95%,中央5%。